# Dasypeltis sahelensis
Dasypeltis sahelensis là một loài rắn trong họ Rắn nước. Loài này được Trape & Mané mô tả khoa học đầu tiên năm 2006.